# Apechthes mexicanus
Apechthes mexicanus là một loài bọ cánh cứng trong họ Cerambycidae.